# Nikita Ilitch Tolstoï
Pour les articles homonymes, voir Tolstoï (homonymie).
Nikita Ilitch Tolstoï (en russe : Никита Ильич Толстой), né à Vršac (Yougoslavie) le 15 avril 1923 et mort à Moscou le 27 juin 1996, est un savant soviétique qui fut membre de l'Académie des sciences d'URSS puis de Russie.

## Carrière
Il fait partie de la branche « serbe » de la famille Tolstoï, étant le petit-fils du deuxième fils de Léon Tolstoï. Il combat avec les partisans serbes en 1944-1945 et émigre avec ses parents en URSS en 1945. Il entre à la faculté de philologie de l'université de Moscou avec pour spécialité la langue bulgare. Sa thèse porte en 1954 sur le vieux-slave et sa thèse de doctorat d'État en 1972 sur Essai d'analyse sémantique de la terminologie géographique slave.
Professeur de philologie à l'Université d'État de Moscou à partir de 1968, il a été nommé par Mikhaïl Gorbatchev président de l'Académie des sciences d'ex-URSS[réf. nécessaire]. Il est également fondateur du congrès panslaviste.
Il est inhumé dans la sépulture des Tolstoï à côté de Iasnaïa Poliana. De son épouse Svetlana, ethnographe et slaviste, il a eu deux filles Marfa et Anna (connue sous le pseudonyme de Fiokla Tolstaïa, comme journaliste de radio).